# FC Sturm Hauzenberg
Der FC Sturm Hauzenberg ist ein Fußballverein aus Hauzenberg im niederbayerischen Landkreis Passau in Bayern. In der Saison 2024/25 gelang dem Verein erstmals der Aufstieg in die fünfklassige Bayernliga Süd. Der Verein hat (Stand 2025) 680 Mitglieder.

## Geschichte
Der Verein wurde am 20. Juni 1919 gegründet, und Hans Kindadeter wurde der erste Vorsitzende des FC Sturm Hauzenberg. Er blieb bis 1933 im Amt. Die ersten kleinen Erfolge feierte der Verein in den 1960er Jahren, als 1961 die Niederbayerische Schülermeisterschaft und 1961 sowie 1962 die Niederbayerische Jugendmeisterschaft gewonnen wurden.
1963 stieg die erste Herrenmannschaft in die Bezirksliga auf und wurde im selben Jahr Meister ihrer Staffel, punktgleich mit dem Rivalen 1. FC Passau. 1965 wurde Sturm erneut Bezirksligameister und stieg erstmals in die Landesliga auf. In der Landesliga Mitte erreichte der Verein den fünften Platz und gewann 1966 sowie 1967 den niederbayerischen DFB-Pokal.
1973 wurde das neue Heimstadion des Vereins eingeweiht, zu diesem Zeitpunkt spielte die Mannschaft wieder in der Bezirksliga. Ende der 1980er Jahre gewann der Verein mehrfach die Niederbayerische Meisterschaft der A-Senioren (1988 und 1989) sowie 1990 die Bayerische Meisterschaft.
2015 kehrte der Verein in die Landesliga Bayern Mitte zurück und feierte 2019 sein 100-jähriges Jubiläum. Am Bayerischen Landespokal nahm der FC Sturm Hauzenberg erstmals 2014/15 teil, schied jedoch in der zweiten Runde gegen Jahn Regensburg mit 0:7 aus. Das beste Ergebnis im Landespokal erreichte der Verein 2016/17, als er erst im Halbfinale gegen Wacker Burghausen mit 0:4 ausschied.
In der Saison 2024/25 beendete der FC Sturm Hauzenberg die Liga mit 66 Punkten auf dem ersten Tabellenplatz. Damit wurde die Mannschaft nicht nur Meister ihrer Staffel, sondern stieg auch erstmals in die fünftklassige Bayernliga Süd auf. Dieser Erfolg ist vor allem dem Trainerduo Alexander Geiger und Dominik Schwarz zu verdanken, die seit 2017 im Amt sind. Bereits in ihrer ersten Saison 2017/18 verpassten sie mit dem dritten Platz nur knapp den Aufstieg.

## Mannschaften

### Reservemannschaft
Am 19. Juni 2023 ging der Verein eine Partnerschaft mit dem SV Haag ein und gründete die gemeinsame Reservemannschaft „SG Haag/Sturm Hauzenberg II“, die in der A-Klasse Hauzenberg spielt. Die dritte Mannschaft „SV Haag II/Sturm Hauzenberg III“ tritt in der A-Klasse der Reserve an. Ab der Saison 2025/26 wird der FC Sturm Hauzenberg wieder eine eigene Reservemannschaft stellen.

### Jugendmannschaften
Der Verein verfügt über mehrere Jugendmannschaften von der A- bis zur G-Jugend. Auf der Plattform fupa.net wurde von den Vereinsverantwortlichen als Saisonziel für die Jugendmannschaften schöner Fußball spielen angegeben.

#### U20
Die U20 nahm am Lotto-Bayern-Hallencup teil und gewann ihre Gruppe.

#### U19
Die U19 des FC Sturm Hauzenberg spielte in der Saison 2024/25 erstmals in der U19-Bezirksoberliga Niederbayern. Unter der Leitung von Trainer Stefan Anetzberger und Co-Trainer Hannes Rabenbauer erreichte das Team in seiner Debütsaison den dritten Platz. Die Reserve der U19 spielte in der U19-Kreisliga Passau, zog sich jedoch während der Saison aus dem Spielbetrieb zurück.

#### U17/U15/U13
Die U17 spielt seit der Saison 2024/25 in der Bezirksoberliga Niederbayern. Die Reserve der U17 war in der U17-Gruppe Bayerwald aktiv, zog sich jedoch in derselben Saison aus dem Ligabetrieb zurück. Die U15-Mannschaft tritt in der Bezirksoberliga an und die U13 in der Kreisklasse Freyung.

## Erfolge

### Herrenfußball
- Meister der Bezirksliga: 1964, 1965 (2)
- Niederbayerische DFB-Pokalsieger: 1966, 1967 (2)
- Meister der Landesliga Mitte: 2025

### Jugendfußball
- Niederbayerischer A-Jugendmeister: 1961, 1962, 2000 (3)
- Niederbayerischer D-Jugendmeister: 1997

#### Jugendfußball (Hallenfußball)
- Niederbayerischer D-Jugendmeister im Hallenfußball: 1997
- Niederbayerischer A-Jugendmeister im Hallenfußball: 2000

#### Schülerfußball
- Niederbayerischer Schülermeister: 1961

### Senioren/Alte Herren
- Niederbayerischer Meister der A-Senioren: 1988, 1989 (2)
- Bayerischer Meister der A-Senioren: 1990

## Bekannte Spieler
- 2017–2019:  Robert Zillner
- 2003–2008:  Daniel Steininger (Jugend)
- 0000–1948:  Árpád Medve (Jugend)
- 2017–2019:  Belmond Nsumbu Dituabanza

## Trainerhistorie
- Seit Juli 2017: Dominik Schwarz und Alexander Geiger

## Stadion
Das Sportstadion Hauzenberg wurde 1973 eingeweiht und bietet Platz für 8.000 Zuschauer. Das Spielfeld besteht aus Naturrasen und hat eine Größe von 108 × 68 m. 2016 wurde ein Kunstrasenplatz errichtet und das Stadiongebäude saniert. 2024 erhielt das Stadion eine moderne LED-Flutlichtanlage. Die durchschnittliche Zuschauerzahl liegt bei 200 bis 300 pro Spiel.